# ご主人様と獣耳の少女メル
『ご主人様と獣耳の少女メル』（ごしゅじんさまとけものみみのしょうじょメル）は、伊藤ハチによる日本の漫画作品。ウェブマガジン『@vitamin』にて、2016年6月13日から2018年3月23日まで連載された。

## 概要
大きなお屋敷に暮らす女主人と、そのもとでメイドとして働く獣耳の少女・メルによるハートフルストーリー。
本作は、後述の同人誌『ご主人様とわたし』シリーズが元となっている。

## あらすじ
大きなお部屋、無愛想なご主人、何もかもが初めてづくしのお屋敷にやってきた獣耳の少女メル。不安なことがいっぱいある中、メルは小さな幸せを見つけていく。人を信じられず孤独だったご主人様は、純真な心を持つメルと親子のようで恋人のような関係を築いていく。

## 登場人物
メル
本作の主人公。獣人の女の子。施設からご主人様に引き取られた。
ご主人様のお屋敷では、コレットに教わりながらメイドとして働いている。
お屋敷に来た当初は不安なことがいっぱいあったが、徐々にご主人様に対して特別な感情を抱くようになる。
ご主人様（ごしゅじんさま）
本作のもう一人の主人公。お屋敷の女主人。職業は小説家。
事故で義理の両親を失い、唯一味方であった叔父に裏切られ人間不信になってしまう。
寡黙で無表情ではあるが、メルのことを溺愛している。
コレット
お屋敷で長い間メイドとして働く高齢の女性。
お屋敷で一番の働きもので、お料理、お掃除、お裁縫などができることから、メルに好かれている。
人間不信になったご主人様に獣人を引き取ることを提案する。
ステラ
ご主人様の幼馴染。マリーの主人。職業は画家。
マリー
獣人の女の子。メルの親友。施設では優等生であった。ステラに引き取られる。
メルに対して特別な感情を抱く。
フラン
獣人の女の子。メルとマリーの友達。メルに対して意地悪をするが、根は優しい。
ミスト
ご主人様の仕事相手。こ主人様の行動に対してツッコミを入れる場面が多い。

## ご主人様とわたし
『ご主人様とわたし』シリーズは、本作（連載版）の元になった同人作品である。
初期の同人版では、メルに人間の耳が生えている、お屋敷の外観が違うなど、連載版との違いがあった。
現在は、同人版でも連載版の設定が使われている。
連載終了後に発行された『ご主人様とはなのひ』以降の作品は、連載版のその後が描かれている。

## 書誌情報

### 書籍
- 伊藤ハチ 『ご主人様と獣耳の少女メル』 KADOKAWA〈電撃コミックNEXT〉全3巻

| 巻数 | 初版発行日        | 収録内容                         | ISBN              | 備考                                      |
| ---- | ----------------- | -------------------------------- | ----------------- | ----------------------------------------- |
| 1    | 2017年1月27日発売 | 第1 - 7話                        | 978-4-04-892738-3 |                                           |
| 2    | 2017年9月27日発売 | 第8 - 12話 + 特別編2話           | 978-4-04-893365-0 | 特別編1の初出は同人誌 特別編2は描き下ろし |
| 3    | 2018年3月24日発売 | 第13 - 17（最終）話 + 描き下ろし | 978-4-04-893730-6 |                                           |

### 同人誌
| 初回頒布日     | タイトル             | 会場                 | 再録                               |
| -------------- | -------------------- | -------------------- | ---------------------------------- |
| 2015年8月16日  | ご主人様とわたし     | コミックマーケット88 | 同人誌 ご主人様とわたし -再録本-   |
| 2015年12月29日 | ご主人様といっしょ   | コミックマーケット89 | 同人誌 ご主人様とわたし -再録本-   |
| 2016年8月14日  | ご主人様となつやすみ | コミックマーケット90 | 同人誌 ご主人様とわたし -再録本-   |
| 2016年10月23日 | ご主人様とあきのひ   | COMITIA118           | 書籍 ご主人様と獣耳の少女メル 2    |
| 2016年12月30日 | ご主人様とゆきのひ   | コミックマーケット91 | 同人誌 ご主人様とわたし 2 -再録本- |
| 2017年2月12日  | ご主人様と不思議な花 | COMITIA119           | 同人誌 ご主人様とわたし -再録本-   |
| 2017年5月6日   | ご主人様と休日       | COMITIA120           | 未収録                             |
| 2017年12月30日 | ご主人様とおやすみ   | コミックマーケット93 | 同人誌 ご主人様とわたし 2 -再録本- |
| 2018年2月11日  | わたしのともだち     | COMITIA123           | 同人誌 ご主人様とわたし 2 -再録本- |
| 2018年5月5日   | ご主人様とはなのひ   | COMITIA124           | 同人誌 ご主人様とわたし 2 -再録本- |
| 2018年8月13日  | わたしのすきなこ     | コミックマーケット94 | 同人誌 ご主人様とわたし 2 -再録本- |
| 2018年8月13日  | ご主人様とはれのひ   | コミックマーケット94 | 同人誌 ご主人様とわたし 2 -再録本- |
| 2018年11月25日 | ご主人様とはるのひ   | COMITIA126           | 同人誌 ご主人様とわたし 2 -再録本- |
| 2019年11月24日 | ご主人様としろいろ   | COMITIA130           | 未収録                             |

#### 再録本
| 初回頒布日    | タイトル                    | 会場                 |
| ------------- | --------------------------- | -------------------- |
| 2017年8月13日 | ご主人様とわたし -再録本-   | コミックマーケット92 |
| 2019年8月11日 | ご主人様とわたし 2 -再録本- | コミックマーケット96 |